# 瑞克·泰斯利
理查·泰斯利（英語：Richard Teasley，1991年4月22日—）為美國棒球選手，守備位置為投手。於2013年選秀由坦帕灣光芒於第23輪第698順位選中，但僅在美職體系下出賽半個球季，最高層級到小聯盟A-，隔年起就轉戰獨立聯盟及澳洲職棒聯盟。2017年7月來到中華職棒中信兄弟，中文登錄名「銳力」，隔月接替布魯斯·克恩的洋將位置。

## 經歷
- 美國職棒坦帕灣光芒（小聯盟，2013年）
- 美國職棒獨立聯盟Southern Illinois Miners（2014年－2016年）
- 澳洲棒球聯盟Brisbane Bandits（2015年－2017年）
- 美國職棒獨立聯盟Somerset Patriots（2017年）
- 中華職棒中信兄弟（2017年）
- 委內瑞拉聯盟Tigres de Aragua（2017年11月-2018年1月）
- 多明尼加聯盟Gigantes del Cibao（2018年1月）
- 美國職棒獨立聯盟Somerset Patriots（2018年～2019年）
- 委內瑞拉聯盟Bravos de Margarita（2018年10月～2019年1月）
- 墨西哥棒球聯盟Pericos de Puebla（2019年～）

## 職棒生涯成績
| 年度 | 球隊     | 出賽 | 先發 | 勝投 | 敗投 | 中繼 | 救援 | 完投 | 完封 | 三振 | 四死 | 責失 | 投球局數 | 自責分率 | 被上壘率 |
| ---- | -------- | ---- | ---- | ---- | ---- | ---- | ---- | ---- | ---- | ---- | ---- | ---- | -------- | -------- | -------- |
| 2017 | 中信兄弟 | 8    | 7    | 0    | 3    | 0    | 0    | 0    | 0    | 35   | 17   | 27   | 39.2     | 6.13     | 1.61     |
| 合計 | 1年      | 8    | 7    | 0    | 3    | 0    | 0    | 0    | 0    | 35   | 17   | 27   | 39.2     | 6.13     | 1.61     |

## 特殊記錄
- 2017年季賽零勝的銳力，於臺中市洲際棒球場舉行的挑戰賽第四戰面對統一7-ELEVEn獅隊，投五局失五分，靠著隊友強大火力支援，獲得晉級2017年中華職棒總冠軍賽的重要一勝。

## 軼事
- 2018年1月6日於委內瑞拉聯盟季後賽首輪第四場擔任先發投手僅投2.1局失掉4分吞下敗投，有趣的是對方先發投手為前富邦悍將洋投銳爾登，兩人去年在中華職棒於8月26日曾同場先發較量，當時皆無關勝敗。

## 外部連結
- 瑞克·泰斯利在台灣棒球維基館上的頁面（繁體中文）
- 瑞克·泰斯利在美國職棒（英语）
- 瑞克·泰斯利在中華職棒
- 瑞克·泰斯利在Baseball-Reference.com（小聯盟以及海外聯盟）（英语）
- 瑞克·泰斯利的X（前Twitter）